# Tafea
Tafea  è una provincia di Vanuatu costituita dalle isole di Tanna, Aniwa, Futuna, Erromango e Anatom di cui il nome della provincia è un acronimo. Possiede una popolazione di 45.714 abitanti e una superficie di 1628 km². La capitale è Isangel.

## Storia
Il 1º gennaio 1980 venne creata la Repubblica di Tafea, con capitale Isangel, formato dalle isole di Tanna, Anatom, Futuna, Aniwa ed Erromango. Venne proclamata a Tanna su iniziativa dell'Alleanza Kapiel. Questo gruppo di cinque isole non volle riconoscere il governo del Condominio delle Nuove Ebridi quando, ma intendono chiedere il loro aiuto alla Francia. Il delegato francese restò a lungo ad Isangel. Nonostante la tardiva partenza del delegato francese, i separatisti hanno cercato di impedire con la forza l'installazione del delegato del governo provvisorio di Vanuatu, ma il movimento è stato sconfitto dagli inglesi il 26 maggio 1980, e la secessione è rientrata.